# サッチャム準拠
サッチャム準拠（サッチャムじゅんきょ）とは、英国保険協会（Association of British Insurers）が設立した非営利団体であるThe Motor Insurance Repair Research Centre（通称、サッチャム・リサーチ（Thatcham Research）、サッチャム（Thatcham）、自動車保険・修理・リサーチセンター）が制定した盗難防止性能評価に準拠していることを示す言葉である。
この団体は、英国南部のサッチャムの近くに所在していることから、一般的に「サッチャム」の通称で呼ばれる。自動車部品の耐久性試験や修理性の調査などがも行っているが、中でも盗難防止性能の評価が著名である。毎年、優秀な盗難防犯装置を採用した自動車メーカーに対し、BICSA（British Insurance Car Security Awards）の表彰を行っている。

## 概要
盗難防止性能の指標で、イモビライザー・車内侵入センサー・電源内蔵のバックアップサイレンが最低要件となっている。

## 国産車採用例
サッチャム準拠のセキュリティーを装備している国産車には、以下の例がある。
- 日産自動車
  - GT-R（R35型）
- 三菱自動車工業
  - ランサーエボリューションX、GSR、GSR Premium（2011年型以降に標準装備されたプレミアムセキュリティアラーム）
  - パジェロ（プレミアムセキュリティアラーム）